# Brise-glace (activité)
Pour le navire, voir Brise-glace.

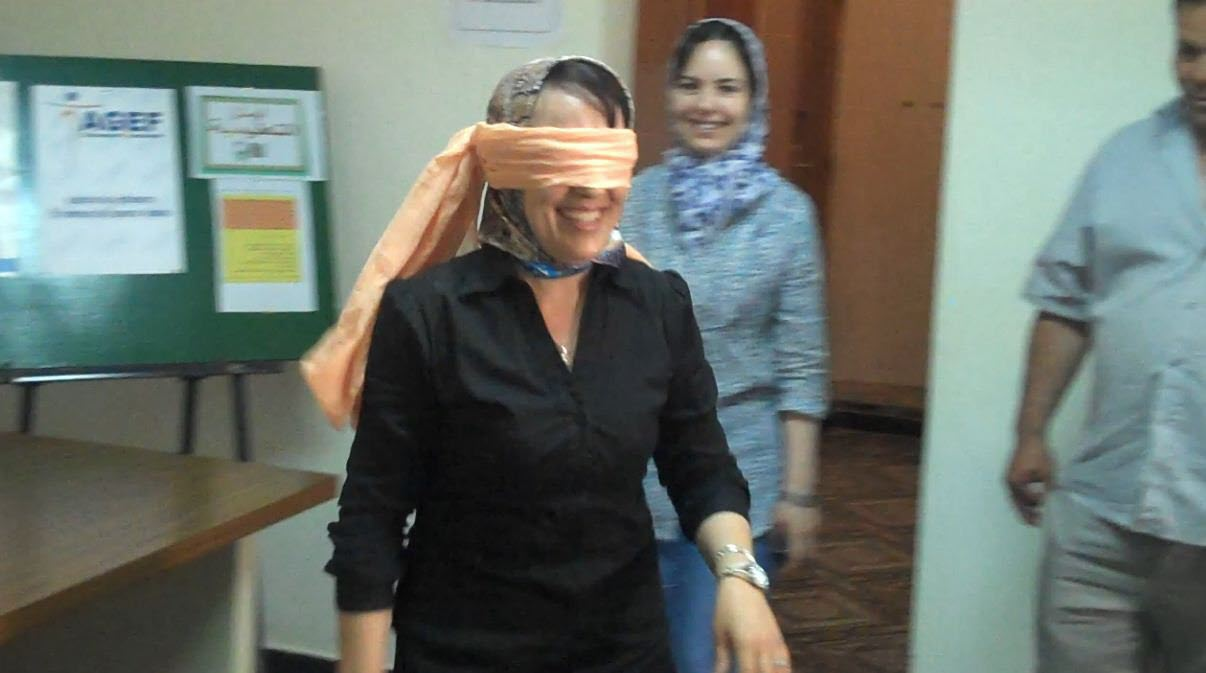
Jeu de type brise glace

L’activité « brise-glace » désigne un ensemble de techniques utilisées dans le monde de la formation et des ressources humaines pour renforcer l’esprit de groupe.

## Description
Il y a toujours un moment de flottement qui met tout le monde mal à l'aise au début de l'intervention. Traditionnellement, un tour de table est réalisé afin que chacun se présente, mais il ne permet pas d'impliquer réellement les participants dès le début. Une activité brise-glace ne doit pas excéder dix minutes.
Ces techniques, recettes et activités de brise-glace sont utilisées par des animateurs de groupes d'adolescents,,,. On la retrouve aussi dans la communauté agile.
Ces jeux de type « brise-glace », comme le bâton d'hélium, s'inscrivent dans la démarche de ludification du monde de travail, que l'on retrouve dans les jeux sérieux ou la ludopédagogie.

## Exemple
Tous les participants sont en cercle. Chaque personne doit, tour à tour, donner trois affirmations, deux qui sont vraies, et une qui est fausse. Les autres doivent trouver celle qui est fausse. Une balle circule entre les personnes et sert de bâton de parole. L'animateur commence pour donner l'exemple et le ton : « - Je suis allé deux fois au Sri Lanka - J'ai trois cerveaux - Je me suis réveillé en retard ce matin… ».
Les autres personnes demandent la balle pour pouvoir poser des questions et faire leurs propositions. La personne qui trouve la fausse affirmation lance la balle à la personne de son choix qui devra à son tour donner trois affirmations.
Les affirmations deviennent de plus en plus surprenantes au fil des participants et chacun apprend des informations sur les autres participants qui deviendront des sujets de discussion par la suite.